# Mabeleapudi
Mabeleapudi è un villaggio del Botswana situato nel distretto Centrale, sottodistretto di Serowe Palapye. Il villaggio, secondo il censimento del 2011, conta 2.247 abitanti.

## Località
Nel territorio del villaggio sono presenti le seguenti 22 località:
- Bodumatau di 10 abitanti,
- Bonwaphala di 11 abitanti,
- Diage di 1 abitante,
- Mabeleapudi Lands di 13 abitanti,
- Maipaafela,
- Majana-a-Dipitse di 32 abitanti,
- Mangole di 7 abitanti,
- Mmabonyane di 26 abitanti,
- Mmasekutlele di 26 abitanti,
- Mojaditholo/Madijwane di 48 abitanti,
- Mokeme di 8 abitanti,
- Mosokaphala di 10 abitanti,
- Photsana di 8 abitanti,
- Raboswame di 7 abitanti,
- Raphuti di 10 abitanti,
- Sephepe di 9 abitanti,
- Sesame,
- Shashane di 26 abitanti,
- Thamane di 16 abitanti,
- Thutswe di 24 abitanti,
- Titilejwe di 11 abitanti,
- Tlapaneng/Phora di 19 abitanti